# Kajongan (Kajen)
Kajongan is een bestuurslaag in het regentschap Pekalongan van de provincie Midden-Java, Indonesië. Kajongan telt 1487 inwoners (volkstelling 2010).